# Jacobus Pontanus

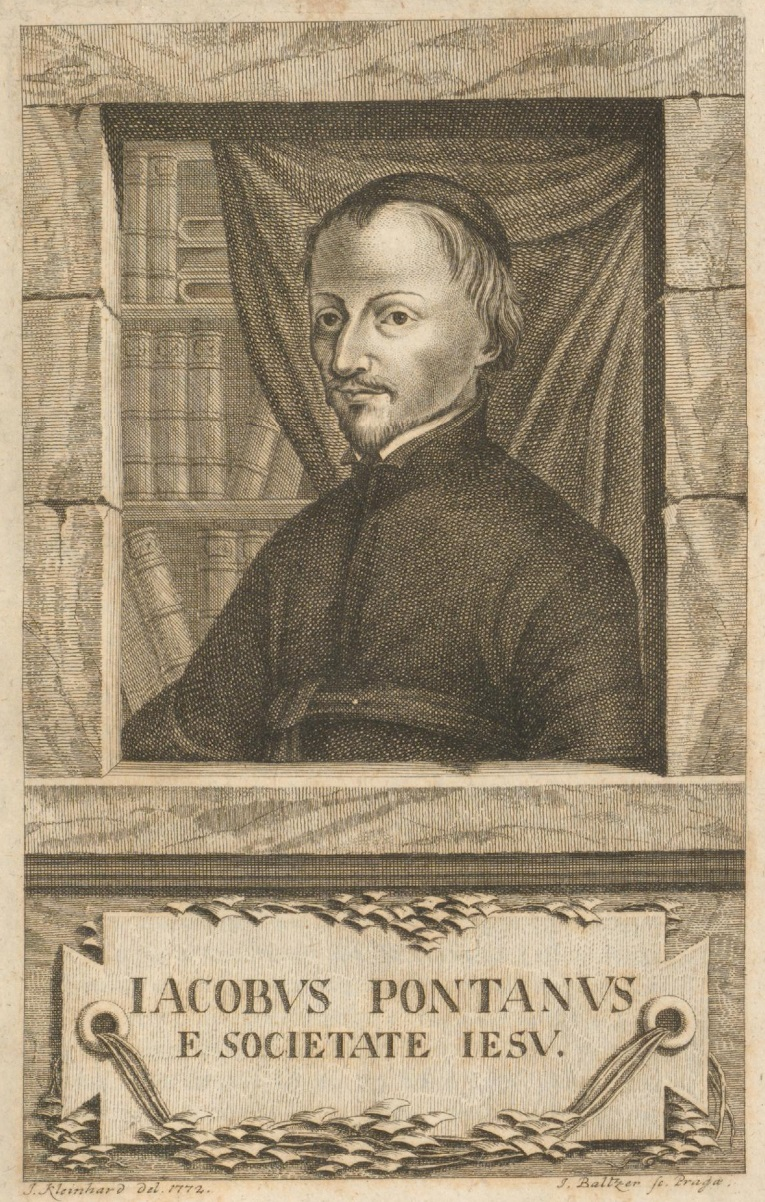

Jacobus Pontanus (Nachname nach dem latinisierten Namen seiner Geburtsstadt; eigentlich Jakob Spanmüller; * 1542 in Brüx; † 25. November 1626 in Augsburg) war ein deutscher Jesuit, Schriftsteller und Humanist.

## Leben
Sein Vater, Franz Spanmüller, war ein Tuchhändler, der 1545 das Amt des Bürgermeisters innehatte. Jacobus erhielt seine erste Ausbildung an einer Stadtschule. 1558 ging er nach Prag. Nach seinem Studium trat er 1564 dem Jesuitenorden bei und absolvierte ein zweijähriges Noviziat in Prag. 1566 wurde er als Lehrer für griechische und lateinische Grammatik, Rhetorik und Poesie nach Bayern geschickt. Zuerst in Ingolstadt und ab 1567 am Jesuitengymnasium in Dillingen an der Donau. 1580 wurde er zum Priester geweiht. 1582 wurde er nach Augsburg an das neu gegründete St. Salvator-Kolleg versetzt, wo er bis 1611 arbeitete. In Augsburg beteiligte er sich an der Schaffung der Studienordnung für die Jesuitenschulen, Ratio studiorum, die im 17. und 18. Jahrhundert an Jesuitenschulen obligatorisch war.